# Tegalrejo (Selopuro)
Tegalrejo is een bestuurslaag in het regentschap Blitar van de provincie Oost-Java, Indonesië. Tegalrejo telt 4250 inwoners (volkstelling 2010).